# ألفريد دريفوس
ألفريد دريفوس (بالفرنسية: Alfred Dreyfus)‏ ـ (9 أكتوبر 1859 ـ 12 يوليو 1935) هو ضابط مدفعية فرنسي، يهودي الأصل، حوكم وأدين سنة 1894 بتهمة الخيانة و التجسس لصالح ألمانيا وكانت قضيته واحدة من أكثر القضايا السياسية سخونة في التاريخ الفرنسي الحديث. فقد اتهم ألفريد درايفوس ببيعه أسراراً عسكرية فرنسية إلى الألمان في أواخر القرن التاسع عشر، وبعد وضعه في السجن واتخاذه مثالاً لليهود المعادين للغرب، خرج من السجن لتفتح قضيته مجدداً وينال العفو بعد جدل استمر 12 عاماً.

## روابط خارجية
- ألفريد دريفوس على موقع الموسوعة البريطانية (الإنجليزية)
- ألفريد دريفوس على موقع إن إن دي بي (الإنجليزية)